# Bjorn Eriksson
Bjorn Eriksson (1976) is een Vlaamse muzikant, componist en producer. Hij is bekend als een van de voormalige gitaristen van Zita Swoon en maakt momenteel deel uit van de band Eriksson Delcroix en The Broken Circle Bluegrass Band. 

## Jonge jaren
Op veertienjarige leeftijd leerde Bjorn Eriksson zichzelf gitaar en dobro (dobro is een merk resonatorgitaar) spelen en was hij al gefascineerd door bluegrass, muziek uit Zuiden van de Verenigde Staten. Hij begon op zestienjarige leeftijd te spelen bij de bluegrassband Hank Van Damme. De bandnaam was afgeleid van zijn twee helden, Hank Williams en Jean Claude Van Damme. In de band Hank Van Damme zaten ook zijn vader, banjospeler Karl Eriksson en zus Eva Eriksson op contrabas. Ze waren jaren vaste huisband van de legendarische Antwerpse concertzaal Pacific.

## Carrière als muzikant en componist
Bjorn besloot in 1994 voor een muziekcarrière te kiezen en was bij aanvang van zijn studie vooral beïnvloed door Clarence White, de legendarische bluegrass gitarist. Hij ontdekte in deze periode ook het werk van gitarist Django Reinhardt en begon jazz en vooral gypsy jazz te bestuderen, wat in zijn eigen werk sterk zou doorwerken.
In 1997 richtte Eriksson de groep 'Tumbleweed' op, samen met Oliver Defossez, Peter Pask en Stef Kamil Carlens. Ondanks hun redelijk succes was de band maar een kort leven beschoren. Stef Kamil Carlens vroeg Bjorn kort daarna wel mee filmmuziek te schrijven voor een kortfilm van Patrice Toye (L' Amant de Maman) en nodigde hem uit om als gitarist deel uit te maken van zijn band Zita Swoon. Samen schreven ze tal van nummers voor de band zoals Maria en The Bananaqueen. Eriksson zou tot 2004 bij Zita Swoon blijven. 
In 1999 maakte Bjorn Eriksson samen met Stef Kamil Carlens, Aarich Jespers en Koen Augustijnen en Tamayo Okano van Les Ballets C de la B Plage Tattoo, een dans- en muziekvoorstelling waarmee ze door Europa zouden toeren. 

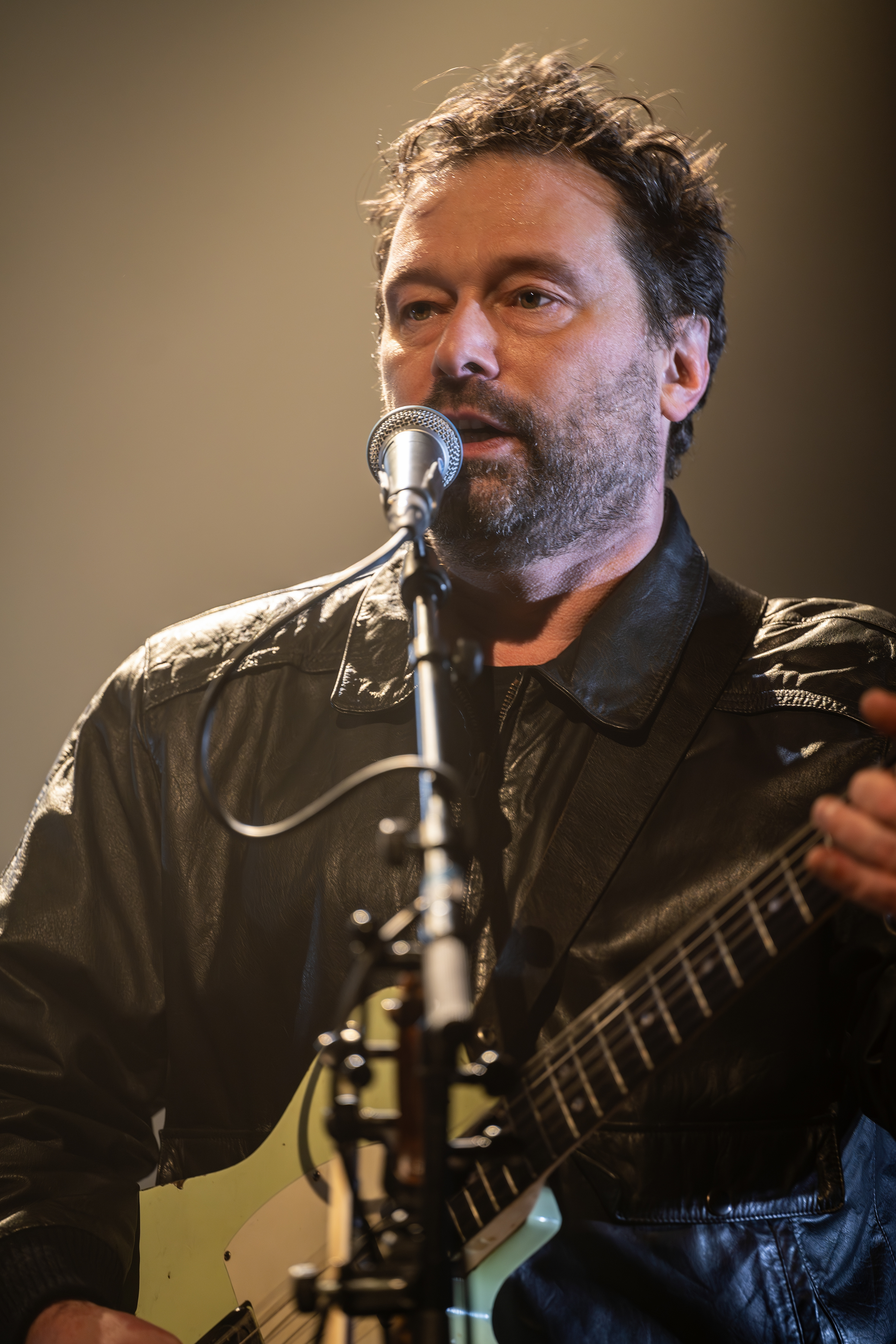

In 2001 bracht Bjorn Eriksson zijn eerste soloproject uit met de naam Blitzzega waarin voor het eerst invloed te vinden was van zijn oude passie voor elektronische muziek en de newbeat uit de late jaren '80. Op 11 september 2001 was Eriksson in New York op bezoek bij collega Jon Birdsong, waardoor hij getuige was van de aanslagen op de WTC-torens. Bij wijze van verwerking van dit trauma richtten Eriksson en Birdsong de band Blue Sphinx op, een experimentele kruising van bluegrass, oosterse invloeden en de muziek van Sun Ra. Ze speelden enkele concerten in New York, samen met onder andere guitarist Smokey Hormel. 
Met zijn boezemvrienden Alain Rylant, Peter Pask, Lenn Dauphin en zijn zus Eva richtte Bjorn Eriksson de rockgroep Maxon Blewitt op in 2002. Zij maakten samen 3 platen. Met drummer Alain Rylant richtte hij het platenlabel Dim Din Records op dat vooral dient om hun eigen opnamen uit te brengen. In 2002 ontmoette Bjorn muzikant Joey Burns en speelde enkele malen mee als special guest bij Calexico. Naast Maxon Blewitt had Eriksson ook een aantal van zijprojecten zoals de countryband The Country Kittens met gitarist/zanger Walter Broes en een Gypsy Jazz band Les Blauw met kornettist Jon Birdsong.
In 2004 leerde Bjorn Eriksson Nathalie Delcroix kennen en vormden ze samen de experimentele countrygroep The Partchesz. Hun titelloos debuut kwam uit in 2007. Van 2006 tot 2011 speelde Eriksson ook bij Admiral Freebee.
In 2007 kwam er een vervolg op soloproject Blitzzega, een conceptplaat waarin Eriksson zich uitgaf als oorlogsjournalist die geluiden verzamelt. De cd én een brief werden anoniem in brievenbussen gestoken. De muziek op de plaat bestaat uit soundscapes met oorlogsgeluiden als basis. Later in 2007 produceerde hij samen met Elko Blijweert het album The Ladies Second Song van de folkgroep Laïs.
In 2012 nam Eriksson een cd op met Helmut Lotti en in 2013 schrijft Eriksson samen met zijn partner Nathalie Delcroix een album onder de noemer Eriksson Delcroix. Met deze nieuwe band, voornamelijk bestaande uit vrienden en familieleden, toerde hij in 2014 door Vlaanderen.

## The Broken Circle Bluegrass Band
Bjorn Eriksson kreeg in 2010 de vraag van Felix Van Groeningen om de muziek te componeren voor de film The Broken Circle Breakdown. De film werd een succes en Eriksson kreeg voor de soundtrack een Ensor voor beste muziek in 2013. Tegelijkertijd werd ook de The Broken Circle Bluegrass Band geboren. De band, met naast Eriksson ook Veerle Baetens,  Johan Heldenbergh, Karl Eriksson, Bert Van Bortel, Nils De Caster en Tomas De Smet, toerde van 2012 tot 2014 door België en Frankrijk.

## Persoonlijk leven
Bjorn Eriksson is sinds 2004 samen met Nathalie Delcroix, met wie hij samen de band Eriksson Delcroix vormt. Hij heeft drie kinderen.

## Trivia
Bjorn Eriksson werkt naast muzikant ook als grafisch vormgever en ontwierp de cover voor tal van cd's.

## Discografie
- 1992 Hank Van Damme - Op Eendenjacht
- 1996 Hank Van Damme - Le Danse De Mardi Gras
- 1997 Bjorn Eriksson & Stef Kamil Carlens - Soundtrack L'amant de Maman
- 1998 Zita Swoon - I Paint Pictures on a Wedding Dress / The Soundhobbyist
- 1999 The Seatsniffers - Born Again
- 2000 Zita Swoon - Plage Tattoo / Circumstances
- 2001 Zita Swoon - Life Is A Sexy Sanctuary
- 2001 Zita Swoon - Life At The Jet Studio
- 2001 Blitzzega - Blitzzega
- 2004 Zita Swoon - A Song About A Girls
- 2004 Maxon Blewitt - Maxon Blewitt
- 2004 Magnus - The Body Gave Me Everything
- 2004 Maxon Blewitt & Moyra Mc Bride - I am cold rock , I am dull grass / A  Will Oldham Tribute
- 2006 Maxon Blewitt - When The Moon Winks
- 2007 The Partchesz - The Partchesz
- 2007 Laïs - The Ladies  Second Song
- 2007 Blitzzega - Sounds On Radical Pacifism
- 2010 Admiral Freebee - The Honey And The Knife
- 2010 Onvoltooid Verleden Tijd -  theatre piece with De Roovers

- 2011 Tom Pintens - De Oogst
- 2011 Maxon Blewitt - June '81
- 2012 Bjorn Eriksson - Soundtrack The Broken Circle Breakdown
- 2013 Helmut Lotti - Mijn Hart En Mijn Lijf
- 2013 Rick De Leeuw - Beter Als
- 2013 Het Zesde Metaal - Ip Min Knieën
- 2014 Eriksson Delcroix - For Ever
- 2014 The Broken Circle Breakdown Bluegrass Band - Unbroken!
- 2015 Eriksson Delcroix - Live in Nashville Tennessee
- 2015 Bjorn Eriksson Soundtrack -  J. Kessels
- 2016 Eriksson Delcroix - The Heart Out Of Its Mind
- 2016 Les Blauw - Les Blauw
- 2017 Blitzzega - Bjorn Eriksson's Highlight Reel
- 2017 Eriksson Delcroix & Sun Sun Sun Orchestra - Magic Marker Love
- 2018 Voetvolk / Lisbeth Gruwez - The Sea Within
- 2019 Blitzzega - Chavalo EP
- 2019 Eriksson Delcroix  - The Riverside Hotel
- 2020 Blitzzega - Disco 5-HO-DMT
- 2020 Les Blauw - The Talking Machine
- 2020 Bjorn Eriksson - Cheyenne & Lola / Original Soundtrack
- 2020 Bjorn Eriksson - The Easywood Killer
- 2021 Bjorn Eriksson - The Harakiri Suites
- 2022 Bjorn Eriksson - Zone X - Theatrepiece by Kyoko Scholiers
- 2022 Vloek -  Theatrepiece with De Roovers
- 2022 Lais - De Langste Nacht - productie
- 2022 Soundtrack Veerle Baetens' T Smelt.
- 2023 Soundtrack Ferry De Reeks
- 2023 Bjorn Eriksson - Massaker In Honolulu
- 2024 Soundtrack 'Tombés Du Camion' de Philippe Pollet-Villard
- 2024 Plastik Bags - Plastik Bags 1976-2024   / productie
- 2024 Soundtrack Call Me Levi - Neele Vollmar
- 2024 Soundtrack Koffie in Lourdes - Kyoko Scholiers
- 2025 Bjorn Eriksson - Plays Guitar

- Bibsys: 14005467
- Bibliothèque nationale de France: cb16766068h (data)
- CiNii: DA05248976
- International Standard Name Identifier: 0000 0004 3481 2744
- MusicBrainz: 70569387-76fd-4306-b135-5f2535669cc8
- Système universitaire de documentation: 178175439
- Virtual International Authority File: 309560551